# 1949-es magyar öttusabajnokság
Az 1949-es magyar öttusabajnokságot szeptember 7. és 11. között rendezték meg egy nemzetközi verseny keretén belül. A versenyzőket az öt versenyszámban elért helyezési számuk összege alapján értékelték. A viadalt Szondy István nyerte meg. A csapatversenyt a Csepel nyerte a Vasas előtt.

## Eredmények

### Férfiak

#### Egyéni
| Hely | Név             | Klub        | Eredmény |
| ---- | --------------- | ----------- | -------- |
| 1.   | Szondy István   | Vasas I.    | 13       |
| 2.   | Hegedűs István  | Bp. Előre   | 21       |
| 3.   | Benedek Gábor   | Csepeli MTK | 32       |
| 4.   | Karácson László | Csepeli MTK | 32       |
| 5.   | Hegedűs Frigyes | Csepeli MTK | 35       |
| 6.   | Rátonyi Sándor  | Vasas I.    | 37       |
| 7.   | Misák Imre      | Vasas I.    | 42       |
| 8.   | Bellaágh György | Vasas II.   | 42       |
| 9.   | Noel Ödön       | Vasas II.   | 47       |
| 10.  | Gérecz Attila   | Csepeli MTK | 49       |
| 11.  | Tabajdi         | Vasas II.   | 61       |
| 12.  | Pieri Cézár     | Csepeli MTK | 66       |

#### Csapat
| Hely | Név                                             | Klub        | Eredmény |
| ---- | ----------------------------------------------- | ----------- | -------- |
| 1.   | Karácson László, Hegedűs Frigyes, Benedek Gábor | Csepeli MTK | 12       |
| 2.   | Szondy István, Rátonyi Sándor, Misák Imre       | Vasas I.    | 17       |
| 3.   | Bellaágh György, Noel Ödön, Tabajdi             | Vasas II    | 39       |